# Interpol (樂團)
音特波樂團（英語：Interpol），亦譯作國際刑警樂團，是一支來自紐約曼哈頓的美國搖滾樂隊。 成立於 1997 年，原始成員包括 Paul Banks（主唱、節奏吉他）、Daniel Kessler（主音吉他、和聲）、Carlos Dengler（貝斯、鍵盤）和 Greg Drudy（鼓）；Drudy 於 2000 年即離開樂團，由 Sam Fogarino 取代鼓手位置至今；Dengler 於 2010 年離開樂團，Interpol 並無招募新的貝斯手，而是由 Banks 負責演奏貝斯，形成目前的三人組合。
Interpol 同 The Strokes、Longwave、Stellastarr 等樂團，屬於紐約獨立音樂場景中的其中一支樂團，也是在 2000 年代後龐克復興音樂中興起的眾多樂團之一。作品基本上由斷奏貝斯、具節奏性且和諧的雙吉他，以及小鼓音色明顯的鼓聲組成，故常被與 Joy Division、Television 及 The Chameleons 等後龐克樂團比較。樂團中並無主要的詞曲作者，每位成員皆參與編曲創作。 
Interpol 於 2002 年發行的首張專輯《燈光乍現》受到樂界正面評價，登上 NME 年度最佳專輯第十名，並被 Pitchfork 選為年度前 50 名專輯中的第一名。接著推出的 2004 年第二張專輯：《弔詭美學》 和 2007 年第三張專輯《讚誦大愛》 替樂團帶來了更多正面評價與商業上的成功。在 2010 年 9 月發行第四張同名專輯（英語：Interpol (album)）後團員們轉而進行其他計畫，樂團暫時停止活動。 第五張錄音室專輯《大畫家》於 2014 年 9 月發行。樂團在 2017 年展開 Turn On the Bright Lights 十週年巡迴演出，表演歌單包含樂團首張專輯的所有曲目。第六張錄音室專輯 《掠奪者》於 2018 年 8 月發行。樂團預計於 2022 年發行第七張專輯。

## 歷史

### 1997-2001：成立早期
樂團最初由 Kessler（主音吉他）和 Drudy（創始鼓手）組成，在遇到 Drudy 前 Kessler 花了不少時間尋找樂團夥伴。Kessler 在紐約大學的哲學課遇到正專注於哲學學業生涯的 Dengler，並詢問他是否會彈奏樂器，Dengler 過去曾是吉他手，Kessler 帶他參觀樂團排練並讓他試著彈奏貝斯，馬上發現彼此相當合拍。Banks 曾在學校宿舍見過 Dengler，因其打扮特殊而對他很有印象。後來 Kessler 在紐約東村巧遇曾在法國夏季課程見過面的 Banks，當 Banks 去看樂團練團時，就對當時演奏的歌曲 "PDA" 很驚豔。Banks 起初是以吉他手與和聲的身份加入，後為了挽回產生離團念頭的 Banks，Kessler 想到讓他擔任主唱，試唱後團員們非常認可 Banks 的演唱；擁有多年寫詩經驗的 Banks 後成為樂團主唱與詞曲創作人。Banks 承認自己和 Dengler 在樂團組成初期曾意見不合，但告訴 Spin 後來兩人「在心靈層面上變得非常緊密」。 
團員們替樂團取名字時並不順利，Kessler 擔心樂團已經累積一些觀眾，卻可能因為沒有團名，導致觀眾不知道下次要去看誰的表演。 最後，團員們決定以國際刑警組織的簡稱（英語：INTERPOL）作為樂團團名。Banks 在採訪中表示，國際刑警組織作為一個大眾不太了解的組織，成員們共同持有比單一個人更為廣大的使命；那樣的概念契合樂團「由四位各具個人想法的音樂人所組成」的情境，不同於過往樂團僅有一兩位主要創作者的合作模式。在決定使用 Interpol 前，團員們還有考慮了 Las Armas  和 The French Letters 等名稱。
在 2000 年發行 Fukd ID No.3 EP 後，Drudy 離開樂團，專注於參與另一個樂團 Hot Cross 和他的音樂廠牌 Level Plane Records 。Kessler 找來在當地復古服飾店工作、原想結束音樂人生涯的 Fogarino，取代 Drudy 擔任鼓手。 除了作為 Interpol 成員，Drudy 當時也是樂團 Saetia 的成員。

### 2002-2005：Turn On the Bright Lights、Antics

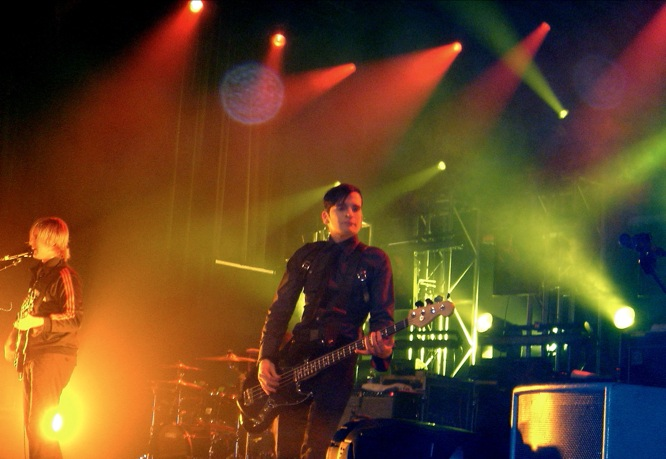
Interpol 於 2005 年在拉斯维加斯演出，圖中為貝斯手 Carlos Dengler，後於 2010 年離團

1998 年至 2001 年期間自行發行幾張 EP 後，樂團於 2002 年初與當地獨立廠牌鬥牛先鋒簽約。
樂團於 2001 年 10 月、11 月左右著手準備首張專輯 Turn On the Bright Lights。當時樂團身處的紐約正處於九一一襲擊事件後的陰霾中，Dengler 在受訪時指出，該專輯收錄的歌曲是在事件前所創作，原本無意與該事件有關聯，然而歌曲無意間與恐攻後的群眾心境產生連結，雖然有些瘋狂，但似乎是樂團冥冥之間被眷顧，即便發生了如此可怕的事件。
樂團在 Matador Records 發行的首張作品為 2002 年 6 月的同名 EP，內含 "PDA"、"NYC"、"Specialist" 三首歌。
《燈光乍現》於 2002 年 8 月 19 日發行，該專輯在康乃狄克州布里奇波特的 Tarquin Studios 錄音，這張專輯的音樂性質引起與 1970 年代後期和 1980 年代早期後龐克樂團的比較，尤其是 Joy Division 、Echo and the Bunnymen 以及 The Smiths 。 該專輯在銷售上並無立刻成功，而是慢慢地增加銷量，截至 2004 年售出約 300,000 張專輯。 
樂團在 2003 年末重整並開始錄製下一張專輯，同樣是於 Tarquin Studios 錄音。樂團於 2004 年 9 月 27 日發行第二張專輯《弔詭美學》 ，此專輯在發行後的四個月內售出 350,000 張。 專輯收錄的 "Slow Hands"、"Evil" 和 "C'mere" 讓樂團首次登上英國排行榜前 40 名，分別排行第 36 名、第 18 名和第 19 名。 Antics 接連在英國與美國獲得金色唱片銷售認證。
專輯發行後樂團再次展開巡演，規劃比過去更多的演出場次，並且在更大的表演場地進行演出，該次巡迴演出持續接近 18 個月，期間包括擔任 U2 和 The Cure 的演唱會開場樂團。於桑德蘭演出時，樂團在 BBC Radio 1 的訪談中向 DJ Zane Lowe 透露其疲憊；巡演结束後樂團休息三個月。

### 2006-2008：Our Love To Admire

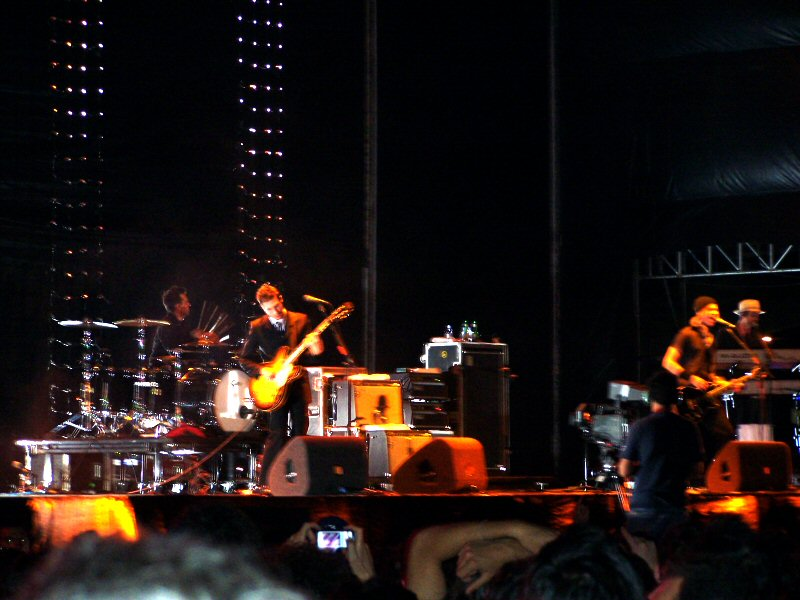
Interpol 於 2007 年在里斯本 Super Bock Super Rock 音樂節演出

2006 年 3 月下旬，Fogarino 透露樂團已回到錄音室準備新作品。在接受 Pitchfork Media 採訪時，Fogarino 表示：「（這個過程）正朝著我認為應該發展的方向進行…對此我們可以說是火力全開。」  他澄清樂團與大廠牌 Interscope 簽約的傳聞，但亦證實樂團將離開 Metador 尋找新的廠牌。 樂團官方網站在 6 月的更新證實自該年年初就在準備新作品，但並未透露確切的專輯名稱，也未回應關於樂團即將與某個大廠牌簽約的傳聞。 8 月 14 日，有許多消息指出 Interpol 已與 Capitol Records 簽約，而此消息後由 Matador 官網於 9 月 1 日的新聞稿中證實。
《讚誦大愛》 於 2007 年 7 月發行。該專輯是樂團首次在紐約市錄製的專輯（錄製於 The Magic Shop 和 Electric Lady Studios），亦是首次在編曲中加入電子琴。樂團針對新專輯安排數場巡演，從夏季音樂節出發，展開美國與歐洲巡迴演出。同年 8 月，Interpol 於芝加哥 Lollapalooza 音樂節演出。

### 2009-2011：Interpol（同名專輯）、貝斯手 Carlos Dengler 離團

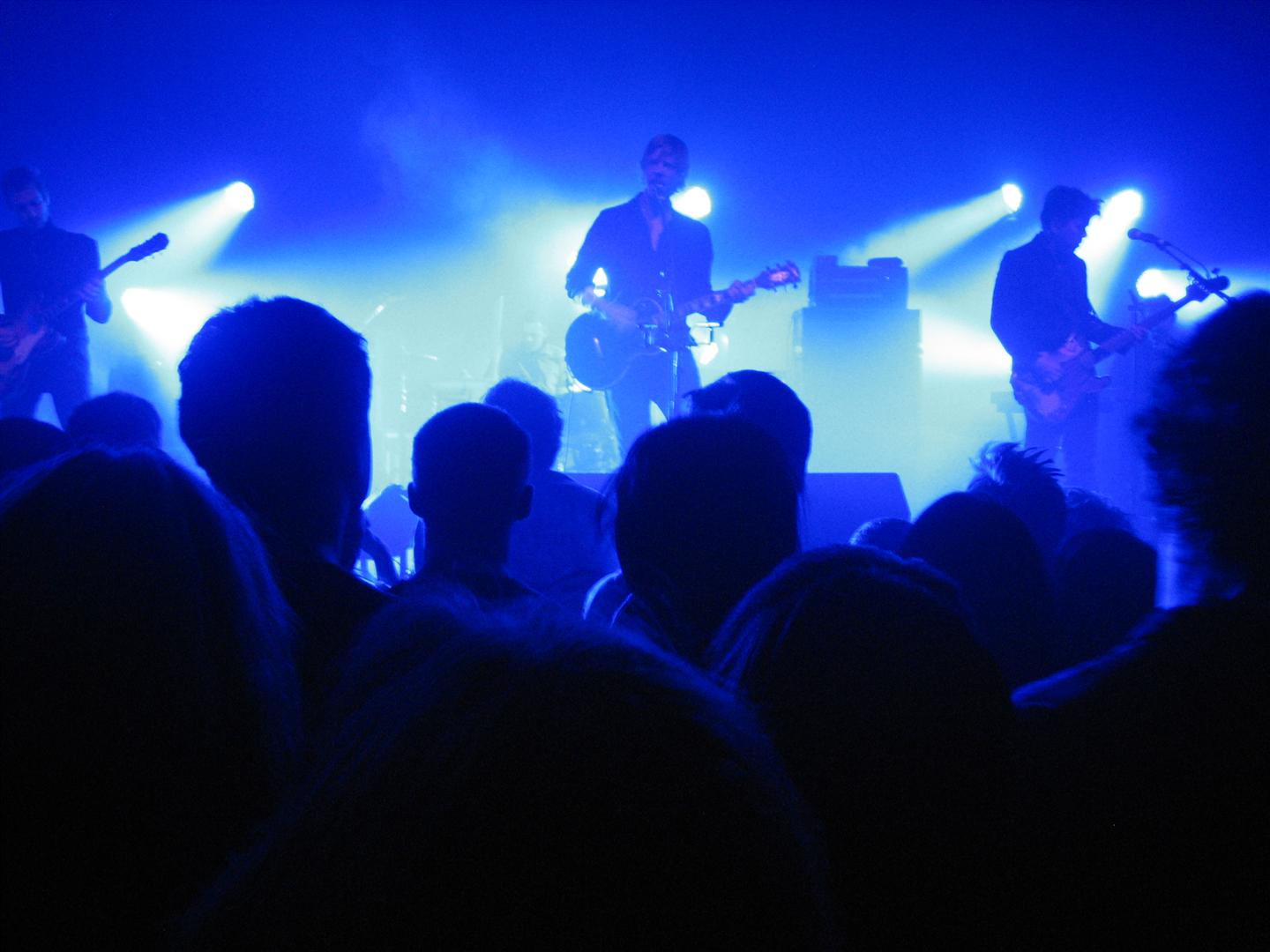
Interpol 於 Rams Head Live 演出！ ，巴爾的摩，2010 年 7 月 25 日

2009 年 3 月 6 日，樂團於官方網站公布正在準備第四張專輯的歌曲。 專輯於 2009 年的春季在 Electric Lady Studios 錄製在一次採訪中，Fogarino 表示這張專輯可以視為是重回Turn On the Bright Lights 時期， 但稍後 Banks 表示，新專輯與首張專輯聽起來完全不同，且這張作品帶有些許古典樂的元素。 後來並無出現任何新專輯的新消息，直到該年 4 月下旬，樂團寄出內含可免費下載 "Lights" 的電子郵件給其用戶，這首作品即是新專輯 Interpol（同名專輯）第一首正式被釋出的新歌。以廠牌管理層變動為由，樂團在專輯發行前離開 Capitol Records，並再次與 Matador Records 簽約。 2010 年 6 月 22 日，由 Charlie White 執導的 "Lights" 宣傳影片（由 Lola Blanc 出演）在樂團的官方網站提供免費下載。
樂團的第四張專輯同名專輯於 2010 年 9 月 7 發行 。該張專輯是貝斯手 Dengler 最後參與的作品，2010 年 5 月 9 日樂團官方網站公告表示，他已於專輯完成後離開了樂團。當剩下的團員進行巡迴演出時，他的位子由多位樂手代打，包括由 David Pajo （前 Slint 與其他許多樂團的樂手）擔任貝斯手，The Secret Machines 的 Brandon Curtis 負責電子琴與合聲。 該專輯在美國由 Matador Records 發行，並由 Cooperative Music 負責歐洲、澳洲與日本地區的發行。  2011 年 2 月，Pajo 宣布為了花更多時間陪伴家人，將不會再與 Interpol 一起進行巡演；Pajo 隨後被 Brad Truax 取代。 

### 2012–2015：El Pintor、短暫休團

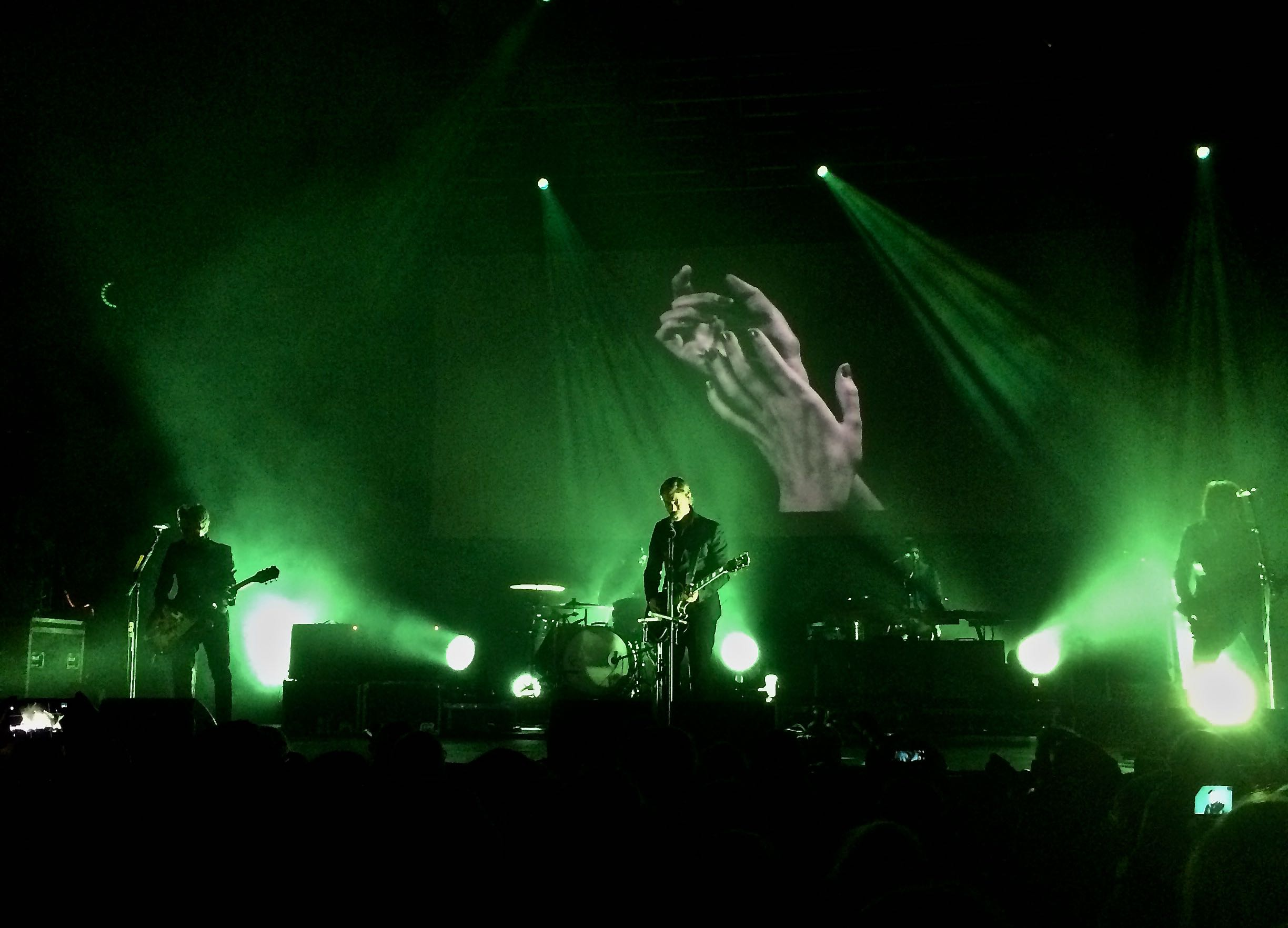
Interpol 於 2015 年 El Pintor 巡迴回演出期間表演

在 2011 年於里丁／利茲音樂節
演出後，Fogarino 接受採訪。 他表示：「（我們）需要很長的休息，Interpol 需要休息。我們需要恢復精神以及進行一個真正的休團時間。」他表示剩餘的樂團成員會分開進行各自的計畫，其中包括 Paul Banks 的第二張個人專輯。樂團的首張專輯 Turn On the Bright Lights 於 2012 年 12 月 4 日推出豪華版專輯，作為十週年紀念，該版本收錄有 "Get The Girls" 與 "Cubed" 等過去較不容易聽到的曲目。 
樂團於 2014 年 6 月 5 日宣布名為《畫家》的第五張錄音室專輯將於 2014 年 9 月 9 日發行。 專輯名稱是由 Paul Banks 在構思新周邊商品時，創造出團名 Interpol 的易位構詞。 該專輯是貝斯手 Carlos Dengler 離團後推出的第一張專輯，由 Banks 首次在錄音時負責彈奏貝斯，並由巡迴合作樂手 Brandon Curtis 負責彈奏新專輯裡十首歌裡頭其中九首歌的電子琴。 
為了宣傳該張專輯，樂團 於 2014 年 6 月展開世界巡迴。在 11 月的巡迴演出期間，Interpol 是因暴風雪受困於紐約水牛城的眾多樂團之一，樂團的巡演巴士無法移動，導致他們被困在雪中超過 50 個小時，造成兩場位於加拿大與一場位於波士頓的演出被迫延期。 
在發行 El Pintor 之後，樂團推出了混音專輯 El Pintor Remixes，合作電子音樂人包括 Panda Bear 、Factory Floor 和 The Field。 

### 2016–2019：Marauder、A Fine Mess（EP）
Paul Banks 於 2016 年 9 月受 Beats 1 採訪時透露，Interpol 將於該年秋季回歸創作。 2017 年 1 月樂團宣布預計於 2018 年發行第六張專輯，且將展開 Turn On the Bright Lights 的 15 週年紀念巡演，並於演出中演唱該專輯的所有曲目。巡演開始前，樂團發行由 El Pintor 中收錄的 bonus 曲目所組成的 EP，包括 "The Depths"、"Malfeasance" 與 "What Is What"。
2018 年 5 月 24 日， Pitchfork 於其《2018 年夏季新專發行專輯指南》列出樂團的新專輯名稱將會是《掠奪者》。2018 年 6 月，樂團在墨西哥城舉辦記者會，並宣布發行日期為 2018 年 8 月 24 日；當天 Interpol 亦發行了該專輯的首支單曲 "The Rover"，一個月後發行第二支單曲 "Number 10"。  8 月 23 日，單曲 "If You Really Love Nothing" 的音樂錄影帶發布，由克莉絲汀·史都華主演 
相隔半年，Interpol 於 2019 年 1 月 30 日發行 Marauder 未收錄的作品 "Fine Mess" 作為單曲，同年3 月 28 日，樂團宣布將於該年 5 月 17 日發行一張新 EP，曲目包括 Marauder 製作期間最終未被收錄到專輯中的歌曲；同一天他們發布 EP 的第二首單曲 "The Weekend"。
2019 年 8 月 16，第三張專輯 Our Love to Admire 從串流平台上消失，造成些許樂迷間的恐慌，主唱 Paul Banks 很快於推特向粉絲保證該專輯將會重回串流平台。 2020 年 12 月 10 日，報導指出 Matador Records 終於獲得 Interpol 所有音樂曲目的版權。

### 2020 年至今：準備發行第七張錄音室專輯
Interpol 自 2020 年的夏季開始著手創作第七張錄音室專輯。 COVID-19 疫情影響團員創作的方式。 樂團於 2021 年期間在英國倫敦展開新專輯的錄音，並與製作人 Flood 和 Moulder 合作，後者過去曾替 Interpol (2010) 及 El Pintor (2014) 進行混音。樂團於 2021 年九月公布預計將於 2022 年發行新專輯。 

## 個人項目
2007 年初，Fogarino 與英國樂團 Swervedriver 主唱兼吉他手 Adam Franklin 另組 The Setting Suns 樂團，後改名為 Magnetic Morning，並於 iTunes 發表一張包含六首曲目的 EP。
2009 年 8 月 4 日，Banks 化名為朱利安・潘提（Julian Plenti）發行個人首張專輯 Julian Plenti Is... Skyscraper。儘管音樂風格與 Interpol 樂團相去不遠，該專輯包含更加廣泛的創作素材，樂評指出這張作品呈現了 Banks 在 Interpol 之外的音樂創作可能性。該專輯由紐約布鲁克林 Seaside Lounge 和曼哈頓 Electric Lady Studios 所錄製，並由康涅狄格州 Tarquin Studios Peter Katis 混音，由 Interpol 同屬廠牌 Matador Records 發行。2012 年 10 月 22 日，他以本名發行第二張個人專輯
2013 年，Fogarino 與 Interpol 巡演成員 Brandon Curtis 及Duane Denison 組成 EmptyMansions，並於 2013 年 4 月透過 Riot House Records 發行專輯 snakes/vultures/sulfate。
2014 年，Daniel Kessler 與 Datach'i. 聲音設計師 Joseph Fraioli 組成 Big Noble，並於 2015 年 2 月 2 日发發行首張專輯 First Light。 
2016 年，Paul Banks 與紐約嘻哈團體 Wu-Tang Clan 成員 RZA以 Banks & Steelz 的名義發行一張專輯，名為 Anything But Words 的專輯於 2016 年 8 月 26 日由華納唱片發行  
2020 年，Paul Banks 組成新樂團 Muzz，成員包括相識多年的音樂製作人 Josh Kaufman 與樂團 The Walkmen 鼓手 Matt Barrick。首張同名專輯 Muzz 於 2020 年 6 月 5 日由 Matador Records 發行。 

## 專輯列表

### 錄音室專輯
- 2002：《燈光乍現（英语：Turn On the Bright Lights）》
- 2004：《弔詭美學（英语：Antics (album)）》
- 2007：《讚誦大愛（英语：Our Love to Admire）》
- 2010：同名專輯（英语：Interpol (album)）
- 2014：《大畫家（英语：El Pintor）》
- 2018：《掠奪者》

## 樂團成員

### 現任成員
- 保羅·班克斯（英语：Paul Banks (American musician)） Paul Banks – 主唱、節奏吉他（1997 年至今） 、貝斯（2014 年至今）
- 丹尼爾·凱斯勒（英语：Daniel Kessler (guitarist)） Daniel Kessler – 主音吉他、和聲（1997 年至今）
- 山姆·佛格利諾（英语：Sam Fogarino） Sam Fogarino – 鼓、打擊樂器、採樣（2000 年至今）

#### 現任巡演樂手
- Brandon Curtis – 電子琴、和聲（2010 年至今）
- Brad Truax – 貝斯、和聲（2011 年至今）

### 過去成員
- 葛雷格·楚迪（英语：Greg Drudy） Greg Drudy – 鼓、打擊樂器（1997-2000）
- 卡洛斯·丹格勒（英语：Carlos Dengler） Carlos Dengler – 貝斯、電子琴（1997-2010） 、和聲（1997-2002）

#### 過去巡演樂手
- Eric Altesleben – 電子琴、和聲 (2001–2003)
- Frederic Blasco – 電子琴、和聲 (2004–2005)
- David "Farmer Dave" Scher – 電子琴、和聲 (2007–2008)
- David Pajo – 貝斯、和聲 (2010–2011)

## 外部連結
- Interpol 官方網站 （页面存档备份，存于）
- Interpol在Allmusic上的頁面